# Liste der Bodendenkmäler in Mülheim an der Ruhr
Die Liste der Bodendenkmäler in Mülheim an der Ruhr enthält die denkmalgeschützten unterirdischen baulichen Anlagen, Reste oberirdischer baulicher Anlagen, Zeugnisse tierischen und pflanzlichen Lebens und paläontologischen Reste auf dem Gebiet der Stadt Mülheim an der Ruhr in Nordrhein-Westfalen (Stand: 20. August 2020). Diese Bodendenkmäler sind in Teil B der Denkmalliste der Stadt Mülheim an der Ruhr eingetragen; Grundlage für die Aufnahme ist das Denkmalschutzgesetz Nordrhein-Westfalen (DSchG NRW).
| Bild | Bezeichnung           | Lage                         | Beschreibung | Bauzeit | Eingetragen seit | Denkmal- nummer |
| ---- | --------------------- | ---------------------------- | --- | ------- | ---------------- | --------------- |
| BW   | Burgwüstung Steinhaus | Mintarder Dorfstraße 4 Karte | |         | 23.09.2014       | 7               |
| BW   | Schloß Styrum         | Moritzstraße 102 Karte       | Die Gesamtanlage des Schlosses Styrum ist sehr bedeutend für die Geschichte der Stadt Mülheim. Das heute noch bestehende Areal stammt hauptsächlich aus dem frühen 20. Jahrhundert und repräsentiert im Inneren wie Äußeren eindrucksvoll den Baustil der Villenarchitektur kurz vor und nach dem Ersten Weltkrieg. Mit zum Baudenkmal gehört die Gartenanlage mit Umfassungsmauer sowie der ehemalige Befestigungsturm. Das Schloss und seine unmittelbare Umgebung sind außerdem als Bodendenkmal in die Denkmalliste eingetragen. |         | 05.11.1986       | 174             |
| BW   |                       | Klosterstraße 57 Karte       | Zweigeschossiges Gebäude mit dreiachsigem, verputztem Südwestgiebel, historisierender Fassadenschmuck, Südost-Fassade und Nordwestgiebel, verschiefert, Krüppelwalmdach. Das aus dem 18. Jh. stammende, im 19. Jh. umgebaute Gebäude steht im engen räumlichen Zusammenhang mit der Klosteranlage Saarn und ist bedeutend für die Geschichte des Menschen, Arbeits- und Produktionsverhältnisse und die Stadtentwicklung Mülheims im 18./19. Jh.; erhaltenswert aus wissenschaftlichen, besonders architektur- und ortsgeschichtlichen Gründen. Das Gebäude Klosterstrasse 57 und seine unmittelbare Umgebung sind außerdem als Bodendenkmal in die Denkmalliste eingetragen. | 18. Jh. | 10.03.1988       | 388             |